# Гигаури, Мераб
Мераб Гигаури (груз. მერაბ გიგაური; 5 июня 1993, Тбилиси) — грузинский футболист, полузащитник клуба «Торпедо» из Кутаиси. Выступал в национальной сборной Грузии.

## Карьера
Воспитанник кутаисского «Торпедо». В 2010 году подписал первый профессиональный контракт с «Торпедо». Сезон 2011/12 провёл в аренде в одноименном польском клубе Ягеллония, но травмы помешали ему закрепиться в составе, и он вернулся обратно в Грузию, заиграв в очень качественный и стабильный футбол, и став одним из лидеров «Торпедо» (Кутаиси).
Призывался в молодёжную сборную Грузии.